# Medalha do Centenário (SCF)
A Medalha do Centenário (SCF) (em francês:  Médaille du Centenaire) é um galardão atribuído pela Société chimique de France.
Este prémio destina-se a distinguir alguém ou alguma instituição que se tenha distinguido por serviços para a Sociedade de Química da França ou para os seus parceiros. As únicas pessoas não elegíveis para este prémio, são os membro doo Concelho de Administração da Société chimique de France.

## Laureados[1]
- 2004 - Michèle Breysse e Christine Travers
- 2005 - Peter Gölitz e Yves Fort
- 2011 - Ewa E. Wille
- 2012 - Edmond Amouyal, Marie-Claude Vitorge e Nadine Colliot
- 2013 - Michel Che, Chinese Chemical Society (CCS) e Xuan-Wen Li
- 2014 - Pierre Turq